# Метод PM3
Метод PM3 (від англ. Parameter Model 3) — напівемпіричний квантово-хімічний метод розрахунку, в основі якого лежить метод молекулярних орбіталей і який є вдосконаленням методів MNDO та AM1. У методі доповнено та розширено набір емпіричних параметрів для багатьох елементів основних груп, що дозволяє виконувати розрахунки для ширшого кола сполук та з дещо вищою точністю.